# 續彥三
續彥三（？—？）為日本明治時期政府官員。續彥三於1899年受台灣總督府委任，接替岡田壽夫，於臺灣台北地區擔任台北辦務署長一職。該官職約等於今台北市市長。
| 前任： 岡田壽夫 | 台北辦務署長 1899年上任 | 繼任： 山名金明 |